# عبدالکریم بانگورا
عبدالکریم بانگورا (انگلیسی: Abdoul Karim Bangoura؛ زادهٔ ۹ فوریهٔ ۱۹۷۱) بازیکن فوتبال اهل گینه بود.
وی همچنین در تیم ملی فوتبال گینه بازی کرده است.